# Autoría y participación
La autoría y participación en el derecho penal dice relación con la calidad del sujeto que realiza un acto típico y antijurídico, en cuanto a su mayor o menor proximidad con el hecho mismo y su elaboración material o intelectual.
Este artículo se basa en lo establecido en el Derecho Penal de España, sin perjuicio de que algunas de las instituciones señaladas tengan su similar en otras legislaciones .  

## Autoría y participación
En los artículos 27 al 31 del Título II del Código Penal Español determina los delitos  de autores y cómplices y en los artículos 61, 63 y 65 del CP se imponen las penas para estos. exactamente de autores trata el artículo 28 y de cómplices el artículo 29 del CP.
En la legislación española el concepto de autor lo encontramos en el artículo 28 del Código Penal. Este artículo establece que son autores quienes realizan el hecho por sí solos, conjuntamente o por medio de otro que se sirven como instrumento.
- En primer lugar está la teoría subjetiva, según la cual es autor quien realice cualquier aportación causal con ánimo de ser autor, y partícipe el que realice cualquier aportación causal con ánimo de ser partícipe. El primero pretende realizar su propio hecho, el segundo quiere intervenir en un hecho ajeno. Esta teoría ha sido rechazada expresamente por la jurisprudencia española.
- En segundo lugar está la teoría objetivo-formal. Para esta teoría autor es quien ha realizado un acto ejecutivo típico, el partícipe será quien ha realizado alguna contribución material. La principal crítica que se hace a esta teoría es que da por supuesto que se puede establecer, en todos los tipos, los actos ejecutivos. Cuando en muchos casos los tipos solo mencionan el resultado y no como debe producirse. En la jurisprudencia española podemos encontrar sentencias o autos que se basan en esta teoría, como pueden ser el ATS 474/2005, de 20 de enero.
- En tercer lugar está la teoría objetivo-material la cual para evitar la mera descripción típica en la que se basaba la teoría objetivo-formal, tiene en cuenta la importancia objetiva del autor. Es autor quien aporta la contribución objetivamente más importante.

Se critica a esta teoría porque no establece de manera clara en qué modo se debe de entender la importancia de la aportación. 
- Por último está la teoría del dominio del hecho, su origen lo encontramos en la teoría finalista. Se basa en que en los delitos dolosos es autor quien domina finalmente la realización del delito. El autor decide el sí y el cómo de la realización del delito, es decir el autor dirige su acción hacia la realización del tipo y tiene la posibilidad de realizar o no la acción típica.

### Dominio del autor
El dominio del autor podemos observar que es manifestado de manera subjetiva y objetiva:
- Por un lado, se manifiesta de forma subjetiva porque el autor lo orienta a la lesión de un bien jurídico.
- Por otro lado, se expresa de manera objetiva porque tiene la capacidad de interrumpir el desarrollo del hecho si lo desea.

La jurisprudencia del Tribunal Supremo cada vez con más frecuencia dicta sentencias que se basan en esta teoría cuyo principio rector se debe basar en las circunstancias de cada caso en concreto. Por ejemplo la sentencia 475/2002, de 15 de marzo.

## Autoría mediata
Es autor mediato quien causa un resultado sirviéndose de otra persona como medio o instrumento para realizar la ejecución. El autor no realiza directamente el acto, sino que usa a otra persona a modo de instrumento para realizar el delito.
El criterio que se sigue en esta figura es que se deja de imputar el hecho al que lo ejecuta materialmente para pasar a la persona de atrás. Este criterio es el del dominio del hecho, ya que quién domina la acción es el "autor mediato" (persona de atrás), quien domina la voluntad de quien actúa.(autor intelectual del delito) 
Existen dos teorías acerca de cuándo una persona puede ser utilizada como instrumento:
- La teoría de la voluntad: se basa en el dominio de la voluntad y establece que el autor mediato (la persona de atrás) tiene dominio sobre el acontecer que conduce a la realización del tipo penal respectivo porque domina la voluntad de quien ejecuta el hecho (la persona de adelante).[1]
- La teoría de la responsabilidad: determina que sólo se podrá dar un dominio de la voluntad de otro si ésta no fuera una voluntad libre, en base al principio de responsabilidad. Por lo que la autoría mediata estaría excluida cuando el actuante directo fuera él mismo penalmente responsable por el delito, es decir que quedaría excluida cuando jurídicamente sea penalmente responsable.[1]

Según la teoría de la responsabilidad, en realidad no podría existir un “autor detrás del autor” ya que se contradiría cuando por un lado, se hace responsable al que actúa directamente, presuponiendo la libertad de su decisión de acción, y por otro se considera su conducta dominada por el hombre de atrás, viéndola así como no libre. De esta manera, en contra del principio de responsabilidad, lo determinante a la hora de fundamentar la autoría mediata no es si el hombre de adelante tiene voluntad libre, sino si el hombre de atrás puede decidir sobre la comisión del hecho, sin importar si la voluntad del de adelante es contraria. Requiriendo sólo un defecto de la voluntad del sujeto de adelante.
En relación con los supuestos de autoría mediata podemos distinguir dos:
1.Cuando se actúa por coacción antijurídica: En estos casos, se debe evaluar la intensidad de la coacción, el origen de la misma (si surge del mismo autor mediato, de un suceso natural o de un tercero), para analizar si se puede considerar como autoría mediata. Estos son los distintos tipos de coacción: 
- Coacción justificante: Quien compele a otro a que cometa un delito, se considera autor mediato, al menos si la situación de coacción fundamenta, una causa de justificación para el ejecutor mismo.
- Coacción exculpante: En una situación de coacción en que no se justifica al ejecutor, sino que sólo se lo exculpa, quien coacciona, podría ser penado también como partícipe, en virtud de la accesoriedad limitada. Este es uno de los casos clásicos de autoría mediata.
- Otras coacciones antijurídicas: Las situaciones de coacción en las que no se justifica, ni se exculpa, no son suficiente para fundar la autoría mediata. Solo cuando está excluida la responsabilidad del ejecutor mismo, se podría penar al que coacciona como autor mediato.
- Responsabilidad por la coacción: La situación de coacción del ejecutor sólo fundamenta la autoría mediata cuando quien coacciona es responsable de ella. Cuando alguien solo le aconseja a otro realizar una acción, no es punible como autor sino sólo como partícipe.

2. Cuando actúa por una afectación en su capacidad de decidir:
- Falta de capacidad de decisión en razón de enfermedad psíquica: Cuando se utiliza a un incapaz de culpabilidad como instrumento, se fundamenta como autoría mediata. La inimputabilidad debe ser juzgada siempre con relación al hecho concreto, ya que no puede haber un inimputable, que en el caso particular de todos modos sea capaz de autodeterminación.
- Falta de capacidad de decisión, en virtud de inmadurez: Cuando se incita a un menor de edad a ejecutar una acción punible o de auto-daño siempre será valorado como autoría mediata, si el menor de edad es inimputable en el caso en particular, debido a la falta de madurez, o bien si en el caso de auto-daño es incapaz de consentimiento.

### Límites de la autoría mediata
El principal límite de la autoría mediata se establece cuando el ejecutor directo no haya perdido el dominio del hecho. 
En el caso de los delitos especiales podemos hablar de autoría mediata cuando el 
En los delitos de propia mano nunca puede darse.
Tampoco es posible en los delitos imprudentes.

### Diferencias con la inducción
En la autoría mediata hay un defecto de la voluntad ya que la persona que comete el delito no es libre y es influenciado por el autor mediato. Es característico de la autoría mediata una forma determinada de manifestación del dominio del hecho. El llamado dominio de la voluntad, el autor mediato (la voz de atrás) dice que tiene el dominio sobre el acontecer que conduce a la realización del tipo por que domina la voluntad de quien ejecuta el hecho utilizándolo como un instrumento.
La inducción es una autoría intelectual mediante la cual una persona determina a otra a cometer un delito. La acción de inducción no tiene que ser una condición suficiente para la decisión del autor de cometer el hecho. Sino solamente una condición necesaria es decir, que lo que importa es tan solo que la decisión al hecho no se habría tomado si no hubiera sido por la inducción. Tal constatación es compatible sin más con la libertad del autor de no seguir la institución a que cometa el hecho.
Finalmente, se puede establecer que la principal diferencia entre inducción y la autoría mediata es la voluntad y la libertad que tiene el actor para realizar o cometer el delito. Más aún en la inducción la persona no es utilizada como un instrumento mientras que en la autoría mediata si.

## La coautoría
La comunidad del actuar
La coautoría a grandes rasgos fundamenta una responsabilidad por la actuación en común, esta se encuentra plasmada en la figura típica del artículo 28 del Código Penal Argentino. 
La comunidad del actuar requerida para la coautoría, se funda, según su idea corriente, en que todas las personas que resultan formar parte de la ejecución del hecho, llevan a cabo una decisión común de cometer el delito. 
Esto último resulta imperativo en la descripción del concepto de la coautoría, dado que la decisión en común es la que hace que luego se pueda responsabilizar a todos los intervinientes por la ejecución del hecho. 
Esta decisión común de delinquir, no necesariamente debe ser tomada en conjunto, resulta suficiente con que cada interviniente acepte el mismo plan como proyecto de hecho común y ejecute la parte asignada para sí.
Al ser el plan aprobado por todos los intervinientes del mismo, la responsabilidad pasa a ser la misma para todos los integrantes del grupo, al márgen de que estos hubieran llevado a cabo distintas tareas. Al ser el resultado típico el aprobado por todos, este pasa a ser imputable para todos por igual. 
La imputación de la acción del hecho realizada en común es de naturaleza puramente objetiva, los coautores deben cumplir en su propia persona los elementos del tipo subjetivo y naturalmente también los de la culpabilidad. Por lo tanto podríamos decir que solamente puede ser coautor de un delito doloso quien conoce por sí mismo todas las circunstancias del tipo objetivo.
El instante que resulta decisivo para evaluar el tipo subjetivo es la ejecución del propio aporte al hecho. 
Coautoría imprudente
La coautoría imprudente resulta una cuestión intensamente discutida sobre todo respecto de las decisiones tomadas en entes colectivos, un caso disparador de esta discusión resulta ser el caso “Strafrechtliche Produkthaftung: Lederspray” (Vom 6. Juli 1990 g.S.u.a) del tribunal BGHSt 37,106 (Alemán), en el cuál los directores de una empresa mediante una decisión unánime ponen en circulación un producto cuya peligrosidad era posible de ser reconocida y por esa vía dañan a una persona en la salud. En este caso la discusión no estaba puesta en la circulación del producto sino la omisión de la acción obligatoria de retirar el producto del mercado. En el mismo, se resuelve que los imputados eran punibles como coautores de lesión corporal imprudente. 
Contra la postura mayoritaria la minoritaria sostiene qué, teniendo en cuenta que el plan de hecho tiene que estar referido a la acción común en sí misma, los intervinientes pueden conocerlo, incluso cuando respecto de otros elementos del tipo, actúen de manera imprudente, afirmando así que pueden darse casos de coautoría imprudente. 
La necesidad de una acción unitaria
Los aportes hechos por los intervinientes en una coautoría deben estar orientados a una acción unitaria. Esto hace referencia a que las acciones llevadas a cabo por los distintos autores no deben ser jurídicamente autónomas. Según Frister, entre las acciones de preparación y las acciones de ejecución, hay una unidad de acción ya que el tipo penal contiene el proyecto común en una acción. Por lo que en el caso del delito de homicidio, los actos preparatorios como comprar el arma, secuestrar a la persona, y el acto de ejecución de matarlo, hay unidad de acción. Aún si los actos parciales hubiesen sido cometidos por distintos intervinientes, se debe juzgar de igual modo que cuando dichos actos hubiesen sido cometidos por una sola persona. Asimismo, hay unidad de acción cuando los aportes de las personas son considerados como un accionar unitario en la vida social.  
Aún cuando hay distintos actos parciales o aportes de varios intervinientes, le son imputados a los coautores como propios todos los delitos que fueron realizados en la acción común. Por consiguiente, un interviniente puede ser coautor de un delito que fue realizado por un acto parcial que él no haya realizado. 
El exceso no imputable a los otros coautores
Los excesos de intervinientes no previstos en el plan de hecho comúnmente adoptado no son imputables al resto de coautores (p.ej. que en un robo se lleve a cabo un asesinato no acordado en el plan). No debido a una ausencia de dolo sino porque dejan de ser objetivamente coautores ya que la comunidad resulta precisamente del actuar en cumplimiento del plan consensuado. 
Estas acciones sólo podrán ser imputadas como autorías mediatas. 
La existencia concreta de un exceso se determinará en función de la representación que los intervinientes hayan tenido sobre el plan de hecho vinculante. 
Un error en la comprensión del contenido del plan no será imputable, pero es distinto en caso de un error sobre la acción realizada (p. ej.  Error in persona).
Coautoría sucesiva
Una coautoría se puede dar en casos donde alguien "se una a una ejecución delictiva ya comenzada". En estos casos, se discute si los actos previos realizados pueden ser imputables a la persona que se une a este delito que ya ha iniciado. La doctrina señala que no se le podrán imputar a un participante un acto parcial ya ejecutado aun cuando este sea aparte de una acción unitaria.  
La medida de intervención necesaria (teoría subjetiva y dominio del hecho)
La coautoría en los delitos dolosos presupone una forma especial de la intervención. En qué consiste esta forma especial, es una discusión que se divide en dos teorías:
Teoría subjetiva de la teoría (punto de partida de la jurisprudencia): Para delimitar la autoría de la participación es determinante, ante todo, la intervención en la decisión de cometer el hecho. Serie autor quien quiere el hecho como propio, y partícipe quien lo quiere tan solo como ajeno.
Teoría del dominio del hecho (predominante en la doctrina): Lo que importa ante todo es la intervención en la ejecución del hecho. El autor distinguirá de un mero partícipe en que el dominaría objetivamente el acontecer que conduce a la realización del delito por sí solo o bien (en el caso de la coautoría) en común con otro; y puede detenerlo o hacerlo seguir, según su voluntad.
- Teoría subjetiva de la autoría
Dentro de los aportes necesarios para el hecho, no se puede distinguir entre aportes importantes y menos importantes. Dado que también acciones prototípicas de complicidad (como conseguir el arma) son necesarias para cometer el hecho común, la delimitación entre autoría y participación no podría hacerse según el peso de los aportes al hecho, sino solo según la orientación de la voluntad de los intervinientes, es decir, según que un interviniente tome por sí mismo (o tome en conjunto) una decisión sobre la comisión del hecho común o quiera dejarla en manos de otros. Según esto, un autor decidirá sobre la comisión del hecho común y lo querría así “como propio”. En cambio, un partícipe se subordina a la voluntad del autor. Le dejaría a este la decisión sobre la comisión del hecho y así lo querría solamente “como ajeno”.
Si se toma al pie de la letra la teoría subjetiva de la autoría, ya una reserva secreta de querer el hecho solo sobre la base de la decisión de otro excluye la llamada voluntad de autor. Pero esto apenas podría corresponderse con las verdaderas intenciones de esta teoría. Lo razonable es que la exigida subordinación a la voluntad del autor frente a otros intervinientes tenga que ser al menos manifestada, es decir, que ella tiene que estar contenida en el plan del hecho que configura la base del actuar en común, para fundamentar la mera voluntad del partícipe. Sin embargo, así como la “decisión común al hecho” no es un elemento del tipo subjetivo, así tampoco una “teoría de autor subjetiva” explicada de ese modo está considerada, desde el punto de vista del sistema del hecho punible, como una teoría subjetiva. Ella no distingue autoría y participación según la orientación de la voluntad del interviniente individual, sino según el contenido del plan del hecho que vincula los aportes al hecho. Ella ve como autor a aquel que, según el plan del hecho común (que integra el tipo objetivo) debe tomar (o tomar en conjunto) la decisión sobre la comisión del hecho.
- La teoría del dominio del hecho
Esta teoría predominante en la doctrina trata de posibilitar el sopesar objetivamente las aportaciones de los intervinientes al hecho, delimitando la diferencia entre autoría y participación según el dominio efectivo del hecho en lugar de la orientación de su voluntad.
Según esta teoría solo podrá ser penado como coautor aquel que participa en la realización del hecho, por ejemplo, el que hace de campana en un delito, solo podrá ser penado de coautor si realiza un aporte importante para la comisión del mismo, pero si este solo se limita a realizar aportes secundarios, solo podrá ser penado como cómplice.  
Coautoría y omisión
La conducta en común también es posible en los casos de omisión. Esto se da en situaciones en las cuales varias personas tendrían que haber actuado en conjunto para evitar que se cumpla el resultado del tipo penal. Por lo que cada uno es coautor del delito por omisión. 
Puede haber una intervención en un delito de omisión a través de una acción. Frister hace referencia a un caso resuelto por el tribunal BGHSt, en donde un médico da una orden a un enfermero para que suspenda la alimentación artificial de uno de sus pacientes. Mediante esta instrucción, que se considera una acción activa, el médico puede ser coautor de un homicidio por omisión.
Al contrario, también puede haber una intervención en un delito de comisión a través de una omisión. Esto se da generalmente en situaciones en las cuales un garante omite actuar contra las acciones lesivas y activas de un tercero por un plan de hecho en común. Por lo que el garante deberá ser penado como coautor. 
Diferencia entre coautoría y participación
La coautoría por un lado consiste en justamente consumar una decisión en conjunto de la cual resultan todos involucrados por igual siendo esta una decisión aprobada en conjunto, mientras que la participación es un modo de intervenir en un hecho ilícito ajeno que es subsidiaria y residual a la autoría, queriendo decir con esto que no resulta propio para el autor del delito como si resulta serlo en el caso de la coautoría. No constituyen casos de autoría directa, mediata ni de coautoría. Se caracteriza por su accesoriedad, si no hay ilícito principal, no hay responsabilidad por participación. Solo se puede ser responsable de un ilícito doloso y ajeno. Al partícipe se lo pena cuando su acción dolosa contribuye a la lesión de un bien jurídico protegido.
Sin embargo, pueden existir aportaciones indispensables para la comisión de un crimen que no cumplan los requisitos necesarios para ser consideradas coautoría por la ausencia de una decisión común por parte de alguno de los intervinientes.
Para el tipo subjetivo de la coautoría debe existir el dolo. Esto quiere decir que tiene que haber conocimiento de las circunstancias del tipo objetivo. Por lo que en el caso de un interviniente que no tiene dominio del hecho, que desconoce el hecho de que la víctima es un familiar de quien él es garante, no es punible como coautor, sino como cómplice. Por ejemplo, una madre que vende veneno para que se lleve a cabo un homicidio, sin darse cuenta que la víctima es su hija. 

## La participación
Se entiende por participación el hecho delictivo realizado por un conjunto de personas a las cuales se les impondrá la pena en función del modo de intervención en la comisión del delito. El comportamiento del partícipe depende del hecho principal el cual pertenece al autor, y por lo tanto su infracción no es autónoma. El tipo del partícipe depende del tipo principal que se le atribuye al autor.
Esta participación es la participación en su forma dolosa. Esta participación exige que el partícipe debe conocer y querer su participación en la realización de un hecho típico y antijurídico de otra persona ( según la teoría de accesoriedad que se mantenga) , el cual es el autor. La participación solo es punible en esta forma, en la dolosa. Esto no quiere decir que una participación imprudente en un hecho delictivo, doloso o imprudente, ajeno, no pueda ser constitutiva de autoría de un delito imprudente. Y, esto es así, porque en los delitos imprudentes la autoría se fundamenta tanto por la infracción del deber de cuidado, como por el dominio objetivo de la acción imprudente que se realiza. Si se dan ambos requisitos habrá autoría, pero no si falta uno de ellos. Si falta alguno de ellos no se puede fundamentar la autoría del resultado que se produzca.

### La accesoriedad de la participación
La participación, en el Derecho Penal, es la cooperación dolosa en un delito doloso ajeno. De esta definición se desprende, por un lado, la necesidad de la existencia como presupuesto esencial de un hecho ajeno a cuya realización el partícipe contribuye. Este presupuesto conduce al principio supremo de la teoría de la participación: el principio de accesoriedad de la participación. Significa que la participación es accesoria respecto del hecho del autor. Este principio se clasifica en distintos niveles: accesoriedad mínima, máxima o limitada. Los que consideran que siguen la teoría de la accesoriedad limitada consideran que basta que el hecho del autor sea antijurídico. Por su parte, la teoría de la accesoriedad máxima exige además que el autor sea personalmente imputable. y por último, la teoría de la accesoriedad mínima considera que bastaría que el hecho del autor realizase el tipo de in delito, aunque este no fuera antijurídico porque estuviera justificado. La punición de la participación se debe a que se ha extendido el ámbito de personas responsables. Esta extensión se basa en el principio de accesoriedad.
La accesoriedad significa que la incriminación de la participación depende de la conducta que tiene el partícipe respecto de la conducta del autor. Hay cuatro tipos de accesoriedad:
- En primer lugar está la hiperaccesoriedad, según la cual solo es punible si el autor realizó una conducta típica, antijurídica, culpable y punible.
- En segundo lugar está la accesoriedad máxima, según la cual solo es punible si el autor actuó típica, antijurídica y culpablemente.
- En tercerlugar está la accesoriedad mínima según la cual es punible la participación en el caso en que el autor haya actuado típicamente y a pesar de que su conducta esté amparada por una causa de justificación.
- En cuarto lugar está el principio de accesoriedad limitada. Es el que mayor acogida tiene entre la doctrina y la jurisprudencia. Establece que la participación es accesoria respecto del hecho del autor el cual basta con que sea antijurídico.

Los artículos 28 y 29 CP indican las formas de participación penadas por el Código. El artículo 28 a) menciona la inducción y el 28 b) y 29 la cooperación. El artículo 28 a pesar de que reconoce que no son autores estos partícipes, considera al inductor y al cooperador necesario como coautores.

## La inducción
La inducción la encontramos prevista en el artículo 28 a) CP, en el cual se consideran también autores los que inducen directamente a otro u otros a ejecutar el hecho.
La inducción se caracteriza por ser una forma de participación parecida a la autoría que consiste en que una persona hace nacer en otra la decisión de delinquir a través de la persuasión. 
A diferencia de la autoría mediata, quien decide y domina la realización del delito es el inducido.
Al inductor se le castiga con la misma pena que al autor porque aunque sea una forma típica de participación, el legislador por su entidad cualitativa la asimila a la autoría. 
Requisitos: 
1. La inducción se debe de realizar con anterioridad a la ejecución del delito. Asimismo puede ser concomitante, por ejemplo cuando una discusión se incita a uno de los que discute a agredir a la parte contraria.
2. Tiene que ser directa, es decir, entre el autor y el inducido debe de existir una relación personal e inmediata, a través de la cual se induzca de manera concreta a la realización de un delito.

Aunque hay un sector mayoritario de la doctrina que no admite la inducción en cadena, hay algunas resoluciones, como la del Tribunal Supremo 1978/1994, de 7 de diciembre, que si la admite, y que por ella establece el castigo de cooperador necesario, ya que la inducción debe de ser directa, y por lo tanto no se puede considerar autor al partícipe que no influye de manera directa en la ejecución del hecho.
1. Ha de ser eficaz. Tiene que tener la suficiente entidad para que el inducido decida cometer el delito y que al menos inicie su ejecución.
2. El autor material debe de tener en todo momento la capacidad para poder decidir si comete el hecho delictivo.
3. Tiene que ser dolosa, concurriendo un doble dolo: el de la acción inductora y el que abarca el delito a cometer.
4. El inducido tiene que comenzar la ejecución y sino la consuma se le debe poder castigar, al menos por tentativa. Con respecto al exceso del inducido, el inductor solo se debe de hacer responsable del hecho inducido y no del resto de delitos que haya podido cometer el inducido.

Muñoz Conde entiende que no cabe la inducción por omisión ni tampoco por imprudencia. Por su parte, Mir Puig diferencia entre inducción a un hecho doloso e inducción a un hecho imprudente. 
- Inducción a un hecho doloso:
  - Tipo objetivo: El inductor debe provocar que otra persona realice la producción del resultado criminal. La conducta del inducido debe subsumirse en un tipo doloso de autoría.
  - Tipo subjetivo: Hay un dolo en el inductor según el cual el inductor quiere que se produzca el hecho delictivo y que se realice efectivamente el hecho.
- Inducción a un hecho imprudente: Es posible si se admite la participación en hechos imprudentes
  - Tipo objetivo: La decisión del autor ha de ser de realizar una conducta imprudente. La conducta del inducido debe subsumirse en un tipo imprudente.
  - Tipo subjetivo: En el inductor debe concurrir la voluntad de inducir a realizar la conducta imprudente.

## La cooperación
La cooperación está regulada en los artículos 28 b) y 29 CP. Estos artículos distinguen entre cooperación necesaria y complicidad. 
El artículo 28 b) se centra en la cooperación necesaria, y establece como cooperador necesario el que coopera en la ejecución del hecho con un acto sin el cual no se habría efectuado.

### Cooperador necesario
El cooperador necesario es aquel que interviene en la comisión del delito a través de una aportación determinante para que sea posible la realización del hecho.
En la cooperación necesaria se distingue un elemento subjetivo y otro objetivo:
- En cuanto al elemento subjetivo debe de haber un acuerdo previo para delinquir.
- El elemento objetivo se basa en la aportación eficaz, necesaria y trascendente en el resultado producido. La aportación basta con que sea difícilmente reemplazable.

Por su parte, el artículo 29 del CP de España indica que son cómplices los que, no hallándose comprendidos en el artículo 28 CP, cooperan a la ejecución del hecho con actos anteriores o simultáneos.

### Complicidad
El cómplice es aquella persona que auxilia, contribuyendo o favoreciendo, eficazmente al ejecutor o ejecutores del delito colaborando voluntariamente sin incidir en la realización del hecho. Su actuación es importante para la consecución del hecho, pero no es esencial.
Requisitos:
1. Debe de haber un acuerdo de voluntades previo.
2. El cómplice debe de conocer el plan del autor.
3. Conocimiento de que se está cooperando en el plan.
4. La contribución debe de ser secundaria.

Es relevante la distinción entre el cooperador necesario y el cómplice porque de ella depende que al sujeto activo se le castigue como si fuera el autor del hecho o con la pena inferior en grado. 
Para diferenciar estas dos figuras debemos de preguntarnos si es necesaria la cooperación para la producción del resultado. Asimismo, hay que acudir a la teoría de los bienes escasos fundamentada por Gimbernat, según la cual lo importante de la aportación es que sea complicado su reemplazo. Para saber si específicamente la aportación es determinante, es necesario el estudio de las circunstancias de cada caso.
En la STS 6869/1994, de 26 de octubre, podemos observar como el Tribunal Supremo acepta este criterio relacionándole con otros como son la teoría de la condictio sine qua non y la del dominio del hecho.

## Encubrimiento
No es una forma de participación en un delito. Aquí no se ejecuta de manera directa o indirecta el delito ni se ayuda en su realización, sino que realiza aquellas acciones tendientes a impedir a las autoridades judiciales o civiles el esclarecimiento del delito o hacer efectiva la responsabilidad penal de los autores y/o cómplices, sea eliminando u ocultando pruebas o personas.
Esta figura delictiva no está contemplada como una de las formas de participación en el delito en la legislación española, pero sí en algunos  otros ordenamientos, como el chileno (Código Penal de Chile, art. 17). Algunas formas de encubrimiento, como la receptación, son delitos por sí mismos (art. 298 CP de España). Otras bien pueden considerarse complicidad, según cierta interpretación del art. 29 CP.